# Бопо фон Лобденгау
Бопо (I) фон Лобденгау (на немски: Boppo (I) im Lobdengau; † сл. 1067) е 1011/1012 г. гау-граф на Лобденгау и Вингартайба в Баден-Вюртемберг. Той е родоначалник на рода на графовете на Лауфен.

## Произход
Той е син на граф Хайнрих фон Лобденгау (* 1067?). Бопо (I) е гауграф на Вингартайба и на Лобденгау. На 9 май 1011 г. Бопо (I) притежава собственост в Хасмерсхайм. През 1012 г. граф Бопо (I) помага в преговорите между епископството Вормс и манастирр Лорш за Лорския Вилдбан. Тогава Хайнрих II († 1024) подарява на епископа на Вормс Бурхард († 1025) тези земи, също Вингартайба и Лобденгау. Предполага се, че Бопо получава тези гауграфства отново от епископа на Вормс.

## Деца
Бопо (I) фон Лобденгау има децата:
- Хайнрих II († сл. 1067), граф на Лауфен в Лобденгау, женен за Ида фон Верл (* ок. 1030; † ок. 1065), дъщеря на граф Бернхард II фон Верл († ок. 1070), сестра на Хайнрих II фон Верл, епископ на Падерборн (1084 – 1127).
- Попо II († сл. 1122), граф на Лауфен в Лобденгау, женен за Матилда фон Хоенберг († сл. 1110), дъщеря на граф Бертхолд I фон Хоенберг и Лиутгард фон Брайзгау
- Бруно († 25 април 1124), архиепископ на Трир (1102 – 1124).